# Comtat de Bjelovar-Bilogora
El comtat de Bjelovar-Bilogora (croat: Bjelovarsko-bilogorska županija) és un comtat del centre de Croàcia.
La ciutat més important és Bjelovar. La segona part del nom ve del turó pintoresc de Bilogora, que s'estén pel marge septentrional del comtat.
Altres ciutats del país són Daruvar, Garešnica, Čazma i Grubišno Polje.
El comtat de Bjelovar-Bilogora fa frontera amb el comtat de Koprivnica-Križevci pel nord, amb el comtat de Virovitica-Podravina pel nord-est, amb el comtat de Požega-Eslavònia pel sud-est, amb el comtat de Sisak-Moslavina pel sud-oest i amb el comtat de Zagreb per l'oest.

## Municipis
El comtat de Bjelovar-Bilogora es divideix en 5 ciutats i 18 municipis:

### Ciutats
- Bjelovar
- Čazma
- Daruvar[1]
- Garešnica
- Grubišno Polje

### Municipis
- Berek
- Dežanovac
- Đulovac
- Hercegovac
- Ivanska
- Kapela
- Končanica
- Nova Rača
- Rovišće
- Severin
- Sirač
- Šandrovac
- Štefanje
- Velika Pisanica
- Veliki Grđevac
- Veliko Trojstvo
- Velika Trnovitica
- Zrinski Topolovac